# Delsiena Group
Delsiena Group Spa precedentemente conosciuta come "Milena Confezioni" è una camiceria Italiana fondata a Sansepolcro nel 1953. L'azienda è conosciuta per la produzione e commercializzazione di prodotti tessili e camiceria.

## Storia

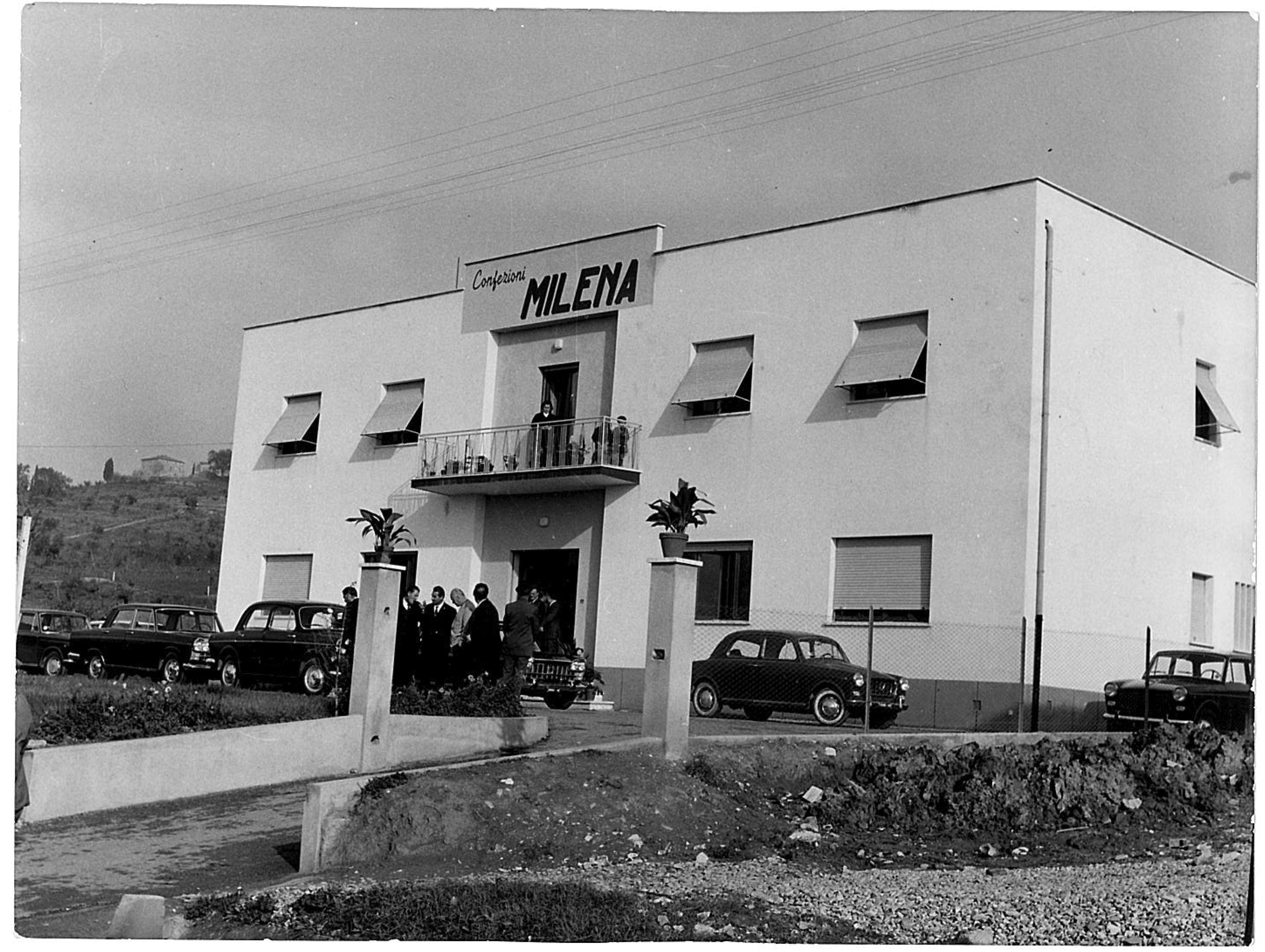
Inaugurazione sede storica di Via Tiberina Nord a Sansepolcro

Fondata dai fratelli Milena e Marino Del Siena aveva originariamente sede in una piccola bottega del centro storico di Sansepolcro dove Milena Del Siena iniziava il proprio lavoro come ricamatrice.
Nel 1953 con lo sviluppo del settore tessile di Sansepolcro viene inaugurata la sede storica di Via Tiberina Nord 800 che dal 2013 porta il nome di Delsiena Group Spa..

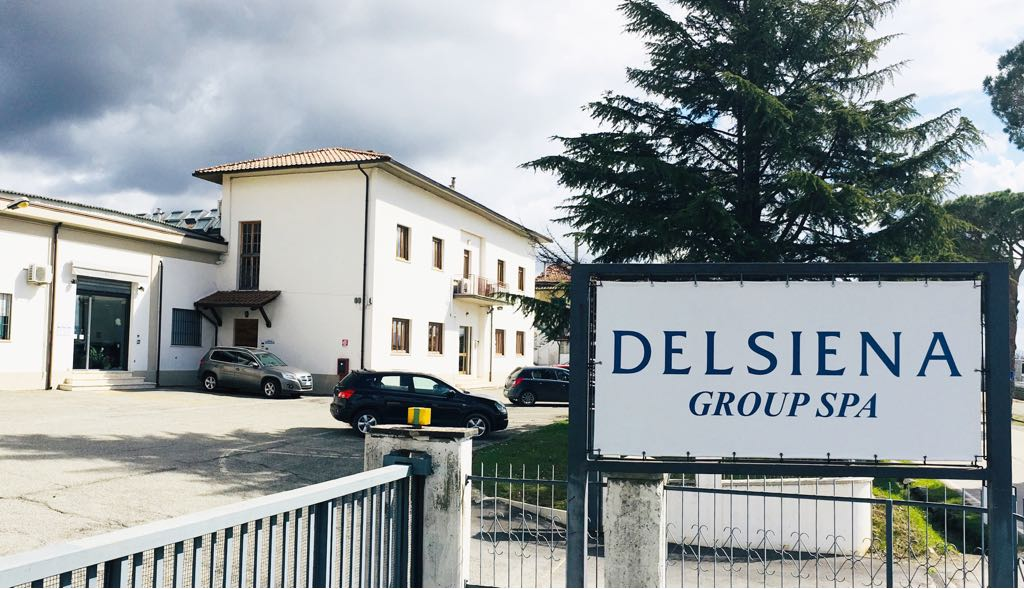
Foto recente sede storica Delsiena Group spa